# Aleksandr Kaun
Aleksandr Olegowicz Kaun (ros. Александр Олегович Каун; ur. 8 maja 1985 w Tomsku) – rosyjski koszykarz grający na pozycji środkowego. Obecnie jest wolnym agentem. W 2008 roku został wybrany w Drafcie NBA z 56 numerem przez Seattle SuperSonics.
W 2012 roku na Igrzyskach Olimpijskich w Londynie zdobył brązowy medal z reprezentacją Rosji.
9 września 2015 roku podpisał umowę z klubem NBA – Cleveland Cavaliers.
15 lipca 2016 został wysłany wraz z zobowiązaniami gotówkowymi do Philadelphia 76ers w zamian za prawa do Chukwudiebere Maduabuma. Dwa dni później został zwolniony przez  76ers.

## Osiągnięcia
NCAA
- Mistrz NCAA (2008)[4]
- Mistrz Konferencji Big 12 (2006)
- Zaliczony do składów:
  - Big 12 All-Reserve Team (2008)[5]
  - Academic All-Big 12 Team (2006, 2007, 2008)

Drużynowe
- Mistrz:
  -  NBA (2016)[6]
  - VTB (2009, 2010, 2012–2015)[7]
  - Rosji (2009–2013)[7]
- Wicemistrz:
  - Euroligi (2009, 2012)
  - VTB (2011)
- 3-krotny brąz Euroligi (2010, 2013, 2015)
- Zdobywca Pucharu Rosji (2010)[7]

Indywidualne
- Obrońca Roku VTB (2014)[5]
- MVP:
  - miesiąca VTB (październik 2013)[5]
  - 7. kolejki fazy TOP 16 Euroligi (2012/13)[7]
  - spotkania nr 5 play-off Euroligi (2014)[5]
- Uczestnik meczu gwiazd ligi rosyjskiej (2011)[8]
- Lider ligi rosyjskiej w blokach (2011)

Reprezentacja
- Brązowy medalista olimpijski (2012)[7]
- Uczestnik mistrzostw świata (2010 – 7.miejsce)[7]